# ファンテール体

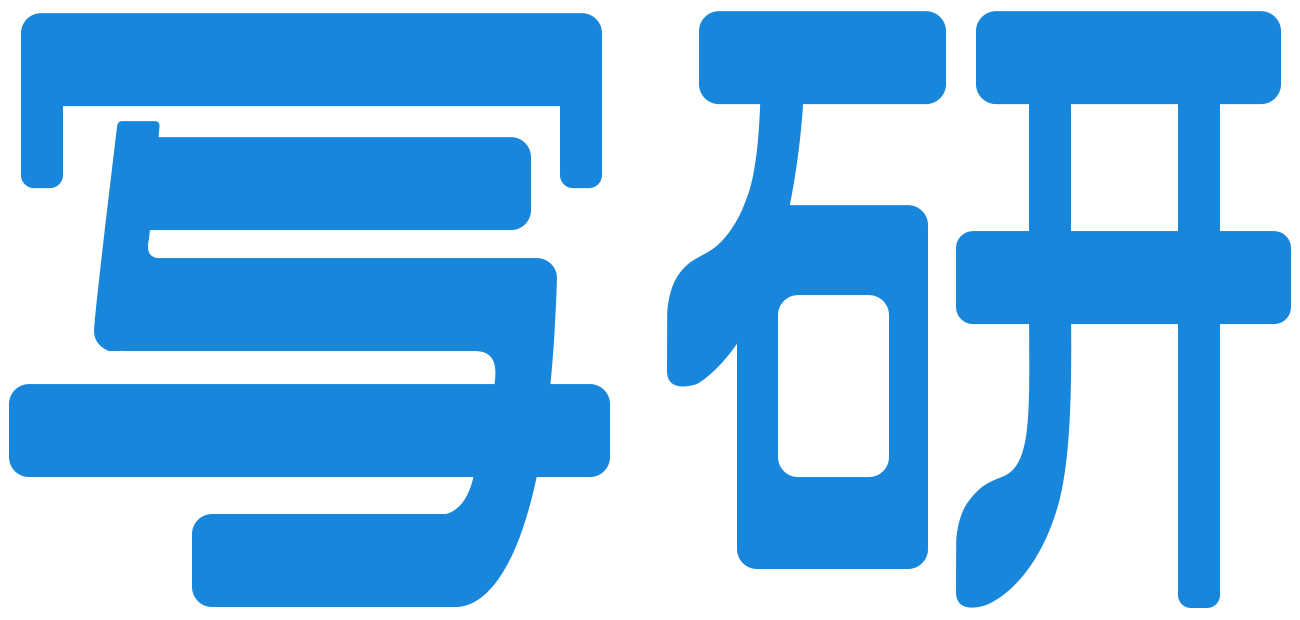
写研のロゴ

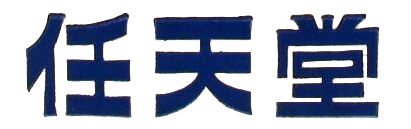
昔の任天堂のロゴ

ファンテール体（ファンテールたい）は、明朝体のようにコントラストの付いたゴシック体（タイポス系書体）のコントラストを反転させたような書体であり、縦線が細く横線が太くなっている。年賀状、地図の表題、広告、企業ロゴ（写研や昔の任天堂など）などに使われている。

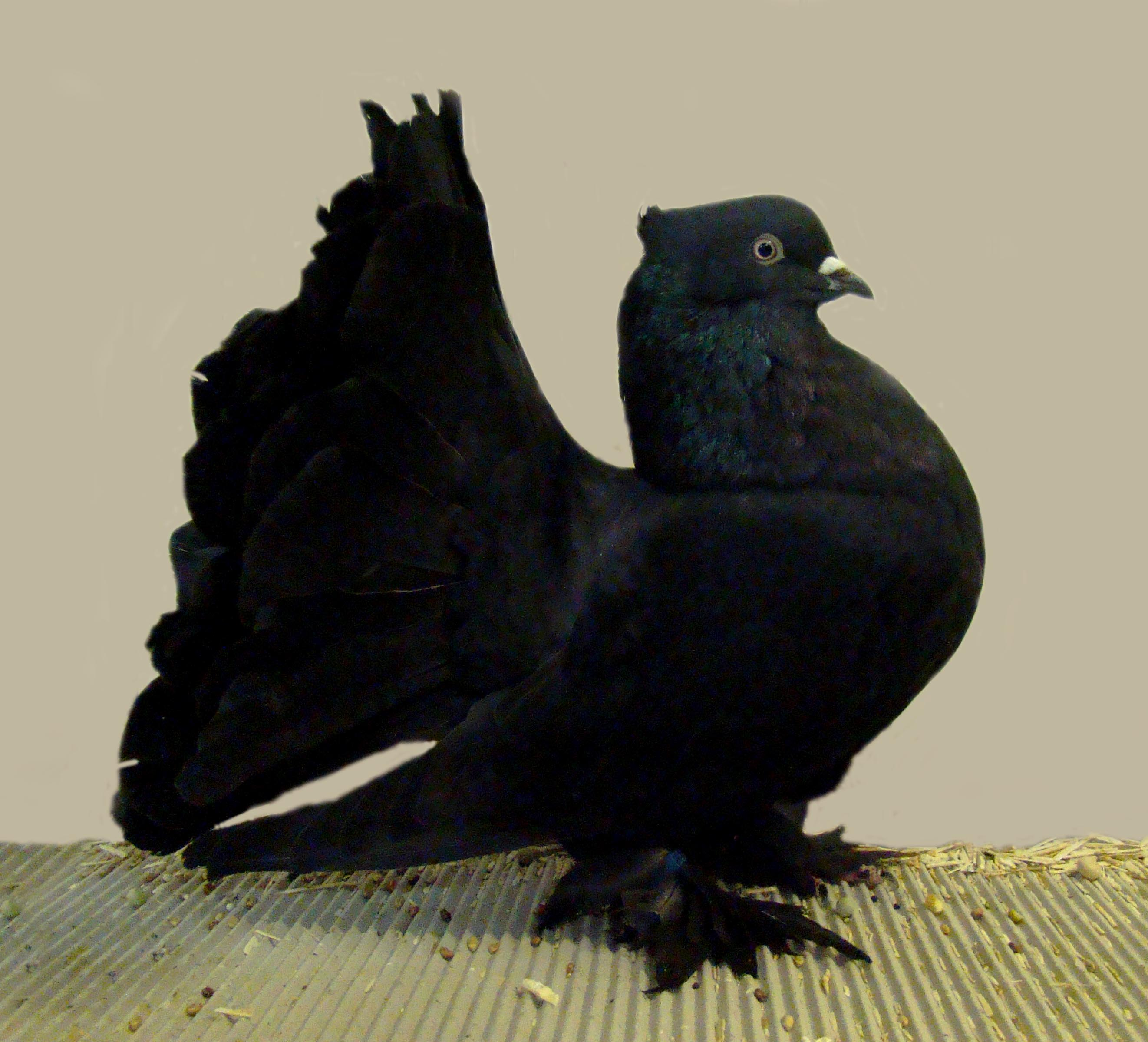
インディアンファンテール

ファンテールは直訳で「扇状の尾」を意味し、孔雀鳩の英名となっている。

## 歴史
欧文書体ではファンテールと名の付く書体にMackellar, Smiths & Jordan社の「Fantail」が存在していた。明治時代、東京築地活版製造所は和文書体の「フワンテール形」を作成した。
1938年、写研は地図の表題用文字として細めのファンテール体の書体「石井ファンテール」を作成し、1981年、写研は「写研」のロゴを基に太めのファンテール体の書体「ファン蘭B」を作成した。

## フォント一覧
商用
- C&Gシステムズ
  - C&Gブーケ
  - カシオペア（仮名書体のみ）
- ダイナコムウェア
  - DF雅藝体
- 富士通ミドルウェア[7]
  - FCウェブライン
- 中村書体室
  - 中村長体52
  - 中村長体72
- ぱれったいぷ（個人制作）
  - 雪ファンテール

無料
- 雪ファンテールLite
- 兜町16（ビットマップフォント）
- まるカク煮フォント